# 宋寬柏
宋寬柏（1988年6月12日—，绰号：Lilballz、球z），台湾人，《英雄联盟》前职业选手，曾先后在CLG、For The Win、臺北暗殺星担任打野位置，2012年跟随台北暗杀星获得英雄联盟2012赛季全球总决赛冠军。
2013年10月11日，因Lilballz使用他人账号进行排位赛，而被Garena处以禁赛一年的处分，因为此事Lilballz正式宣布退役。
Lilballz退役后担任台北暗杀星的战术分析师与臺北狙擊者的教练，同时也是Garena解说团队的一员。
2015年，Lilballz担任Midnight Sun Esports的总教练。